# Trenton (Karolina Południowa)
Trenton – miasto w Stanach Zjednoczonych, w stanie Karolina Południowa, w hrabstwie Edgefield.